# ミルトン・カラグリオ
ミルトン・ホエル・カラグリオ・ペレス（Milton Joel Caraglio Pérez, 1988年12月1日 - ）は、アルゼンチン・ロサリオ出身のサッカー選手。CFアトラス所属。ポジションはFW（センターフォワード）。

## 経歴
2007年3月17日、ホームでのCAサン・ロレンソ・デ・アルマグロ戦 (0-1) でデビューした。2008年11月15日、2-0で勝利したアウェーでのCAウラカン戦で初ゴールを挙げる。アペルトゥーラ2008では3得点を記録した。
2018年5月24日、CFアトラスからクルス・アスルへ移籍することが発表された。
2021年1月8日、フリオ・フルチが3か月の負傷離脱となったアトラスに復帰することが発表された。

## 代表歴
2009年4月17日、ディエゴ・マラドーナ監督によってパナマとの親善試合へ向けたアルゼンチン代表に選出。しかし膝の負傷により離脱し、エステバン・フエルテスが代役として招集された。

## タイトル
クルス・アスル
- リーガMX : 2018アペルトゥーラ
- スーペルコパMX（スペイン語版）: 2019
- リーグス・カップ（英語版）: 2019